# Cerro Santa Elena
Cerro Santa Elena är ett berg i Chile.   Det ligger i provinsen Provincia de Colchagua och regionen Región de O'Higgins, i den södra delen av landet, 140 km söder om huvudstaden Santiago de Chile. Toppen på Cerro Santa Elena är 696 meter över havet.
Terrängen runt Cerro Santa Elena är varierad, och sluttar västerut. Närmaste större samhälle är Chimbarongo, 15,0 km väster om Cerro Santa Elena. 
I omgivningarna runt Cerro Santa Elena växer i huvudsak städsegrön lövskog. Runt Cerro Santa Elena är det ganska tätbefolkat, med 62 invånare per kvadratkilometer.